# معهد المشروع الأمريكي
المعهد الأمريكي لأبحاث السياسة العامة (بالإنجليزية: American Enterprise Institute for Public Policy Research) هو مركز أبحاث مقره العاصمة الأمريكية واشنطن، حيث يبحث في الحكومة والسياسة والاقتصاد والرفاهية الاجتماعية. يُعد المعهد منظمة مستقلة غير ربحية تدعمها بشكل رئيسي المنح والمساهمات المقدمة من المؤسسات والشركات والأفراد. يقاد عن طريق مجلس الأمناء، ويتألف من 25 من المديرين التنفيذيين والمديرين التنفيذيين السابقين من مختلف الشركات الصناعية الكبيرة. يرتبط المعهد بحوالي 185 مؤلفًا. تأسس في عام 1938، مهمة المعهد المعلنة هي «الدفاع عن مبادئ وتحسين مؤسسات الحرية الأمريكية والرأسمالية الديمقراطية - الحكومة المحدودة والمؤسسات الخاصة والحرية الفردية والمسؤولية والسياسات الدفاعية والأمور الخارجية والنقاش المفتوح». يرتبط المعهد ارتباطًا وثيقًا بالمحافظين الجدد والليبرالية. شغل آرثر سي بروكس منصب رئيس المعهد منذ يناير 2009. في عام 2018، أعلن أنه سيتنحى اعتبارًا من 1 يوليو 2019.
يعتبر بعض موظفي المعهد من بين المهندسين الرئيسيين للسياسة العامة والخارجية لإدارة جورج دبليو بوش. خدم أكثر من عشرين موظفًا إما في منصب سياسة إدارة بوش أو في إحدى اللجان واللجان الحكومية العديدة. من بين كبار المسؤولين الحكوميين السابقين المرتبطين الآن بـالمعهد هم: عضو مجلس أمناء العضو ديك تشيني، نائب رئيس الولايات المتحدة في عهد جورج دبليو بوش وجون ر. بولتون والسفير السابق لدى الأمم المتحدة لين تشيني والرئيس السابق للوقف الوطني للعلوم الإنسانية بول وولفويتز ونائب وزير الدفاع السابق.

## الموقف السياسي وتأثيره
يصف المعهد نفسه على أنه منظمة غير حزبية، ويتضمن موقعه على الويب بيانًا عن الدعوة السياسية: "فيما يتعلق بالمتطلبات القانونية، لدى المعهد أسباب مهمة خاصة بها للامتناع عن أي شكل من أشكال الدعوة للسياسة كمؤسسة... لا يتحمل المعهد أية من مواقف مؤسسية بشأن قضايا السياسة (سواء كانوا حاليًا أم لا أمام الهيئات التشريعية أو التنفيذية أو القضائية) أو في أي قضايا أخرى. وهذا يميز المعهد عن غيره من مراكز الفكر والرأي، مثل مؤسسة التراث ومركز التقدم الأمريكي. على الرغم من أن المعهد غالبًا ما يستشهد به كنظير يميل لمؤسسة بروكينغز ذات الميول اليسارية وقد تعاون الكيانان كثيرًا. من عام 1998 إلى عام 2008، شاركوا في رعاية مركز AEI-Brookings المشترك للدراسات التنظيمية، وفي عام 2006 أطلقوا مشروع إصلاح انتخابي. في عام 2015 قامت مجموعة عمل مؤلفة من أعضاء من كلا المؤسستين بتأليف تقرير بعنوان "الفرصة والمسؤولية والأمن: خطة توافق للحد من الفقر واستعادة الحلم الأمريكي".
يعد المركز من أبرز مراكز الفكر المرتبط بالمحافظين الجدد الأمريكيين، في كل من الساحتين السياسية المحلية والدولية. كان إيرفينج كريستول، الذي يُعتبر على نطاق واسع واحداً من الآباء المؤسسين للمحافظين الجدد، زميلًا كبيرًا في المعهد (قادمًا من مؤتمر الحرية الثقافية عقب الكشف عن تمويل CIA لتلك المجموعة) والعديد من المحافظين الجدد البارزين — بمن فيهم جان كيركباتريك، بن واتنبرغ، وجوشوا مورافتشيك - أمضيا معظم حياتهم المهنية في المعهد. ينتقد نورمان أورنشتاين، أحد العاملين في المعهد المعلقين الذين يطلقون عليه "المحافظين الجدد" ويقولون إن "الانفتاح الفكري ونقص الأرثوذكسية في المعهد يتجاوز ما رأيته في أي حرم جامعي رغم أن كتاباتي كثيراً ما أبطلت الأيديولوجيين المحافظين والمصالح التجارية - لا سيما مشاركتي العميقة في إصلاح تمويل الحملات - لم يسبق لي أن أخبرت من قبل أي أحد في المعهد، "لا يمكنك أن تقول ذلك" أو "من الأفضل أن تكون حذرًا".
اتخذ موظفو المعهد مواقف قوية ضد قانون المزرعة والإعانات الزراعية. ادعت وثيقة 2007 من تأليف بروس غاردنر أن «ليست هناك حاجة للحصول على إعانات زراعية، وأنها لن تؤذي أحداً إذا أزلناها». وفقًا لتقرير مؤشر جلوبل تو ثينك تانك 2011 (برنامج مراكز التفكير والجمعيات المدنية
، جامعة بنسلفانيا)، يحتل معهد المعهد الأمريكي لأبحاث السياسة العامة المرتبة السابعة عشر في «أفضل ثلاثين مركزًا عالميًا لمراكز الفكر»، ويحتل المرتبة 10 في «أفضل خمسين مركزًا أمريكيًا للمراكز الفكرية»